# Asami Abe
Asami Abe (安倍麻美, Abe Asami, née le 27 février 1985 à Muroran, Hokkaidō, au Japon) est une idole japonaise, chanteuse de J-pop et actrice. Elle est l'homonyme d'une autre chanteuse idole, membre du groupe SI☆NA .

## Biographie
Jeune sœur de l'ex-Morning Musume Natsumi Abe, Asami Abe débute en 2003 et sort plusieurs disques durant deux ans, avant de se consacrer à la comédie et de jouer dans des films et drama télévisés, dont un retraçant la carrière du duo The Peanuts avec sa sœur dans les rôles titres en 2006.
En mai 2007, elle doit remplacer en catastrophe Nozomi Tsuji au sein du groupe Gyaruru nouvellement créé par Tsunku pour son nouveau label TNX, Tsuji étant tombée enceinte. Elle prend pour l'occasion le surnom "Abébé", aux côtés de Ami Tokito ("Amimi") et Gyaru (Gal) Sone ("Sonene"), célèbre compétitrice de concours de "gros mangeurs". Le groupe adopte une image voyante à la mode gyaru, mais ne sort qu'un single en juin 2007, Boom Boom Meccha Maccho, avant d'être laissé "en sommeil".
Le 11 novembre 2011, elle annonce son retrait de l'industrie du divertissement pour se marier.

## Discographie

### Singles
- 2003-06-26 – "Riyū" (理由?)
- 2003-07-02 – "Our Song"
- 2003-10-08 – "Kimi o Tsureteiku" (きみをつれていく?)
- 2004-01-28 – "Sotsugyō" (卒業, Graduation?)
- 2004-08-04 – "Jōnetsu Setsuna" (情熱セツナ?)
- 2004-11-03 – "Everyday"

### Albums
- 2003-11-05 – Wishes
- 2004-12-01 – 4 colors

### DVD
- 2003-12-17 – A Girl ~I Wish Upon a Song~
- 2004-04-07 – Asamix!
- 2004-12-01 – Sweet Heaven

## Filmographie
Dramas
- 2004 : Minami-kun no Koibito (南くんの恋人, Minami-kun's Lover?)
- 2004 : Hotman 2 (ホットマン2?)
- 2004 : Chichi no Umi, Boku no Sora
- 2006 : The Hit Parade
- 2007 : Shigeshoshi
- 2008 : Atsu-hime
- 2008 : Shichinin no Onna Bengoshi 2 (ép. 4)

Films
- 2005-09-03 – Kamen Rider Hibiki to Shichinin no Senki
- 2005-09-22 – Money Draw (お金の引くこと?)
- 2005-11-25 – Hole in One ~Joshi Golfer Chiharu (ホールインワン ～女子ゴルファー千春?)

## Livres
Portfolio
- 2003-07-09 – Sono Mama (そのまま。?)
- 2004-10-24 – Four Folors
- 2005-11-24 – Feeling Good?

Roman
- 2005-11-24 – Baka Mitai (バカみたい。?)